# Argyrogrammana nurtia
Espèce
Argyrogrammana nurtia est un insecte lépidoptère appartenant à la famille  des Riodinidae et au genre Argyrogrammana.

## Dénomination
Argyrogrammana nurtia a été nommée par Hans Ferdinand Emil Julius Stichel en 1911

### Sous-espèces
- Argyrogrammana nurtia nurtia présent en Bolivie et au Pérou.
- Argyrogrammana nurtia ludibunda Brévignon et Gallard, 19965; présent en Guyane[1].

## Description
Argyrogrammana nurtia est un papillon au dessus des ailes orange dans la partie basale, noir en bordure des postérieure et très largement sur les antérieures avec des taches bleu métallique à l'apex.
Le revers est marron couvert de damiers noirs et bleu gris métallique.

## Écologie et distribution
Argyrogrammana nurtia est présent en Guyane, en Bolivie et au Pérou.

### Biotope
Il réside dans la forêt tropicale.